# Klaus Mertens
Klaus Mertens (Cléveris, 25 de marzo de 1949) es un cantante lírico alemán en los registros de bajo y bajo-barítono que es especialmente conocido por su interpretación de las obras completas de Johann Sebastian Bach para bajo.

## Biografía
Nació en Cléveris en 1949 y recibió formación de canto mientras estaba en la escuela. Estudió música y pedagogía, y perfeccionó su técnica vocal con Else Bischof-Bornes y Jakob Stämpfli (canción, concierto, oratorio) y con Peter Massmann (ópera). Tras graduarse con distinción trabajó primero como maestro de escuela.
En el campo de la interpretación historicista o históricamente informada, Klaus Mertens ha colaborado con Frans Brüggen, Philippe Herreweghe, René Jacobs, Sigiswald Kuijken, Gustav Leonhardt y Nikolaus Harnoncourt. Con diversos directores ha grabado las obras de Bach, no sólo las pasiones y oratorios, sino también muy notablemente las cantatas, que son unas 200. Se encargó de la parte de bajo en todo el proyecto de hacer la primera grabación en CD de las obras vocales completas de J. S. Bach, con Amsterdam Baroque Orchestra & Choir dirigidos por Ton Koopman. Este proyecto empezó en 1994, y se extendió durante diez años. Se contó con la colaboración de otros solistas para las demás partes vocales, e incluró gira de conciertos por Europa, América y Japón. "En un notable despliegue de resistencia y coherencia, Mertens cantó en cada pieza que requería un bajo solista, 190 en total." Asimismo ha estado involucrado en el proyecto Dieterich Buxtehude: Opera Omnia del mismo ensamble consistente en grabar las obras completas de Dieterich Buxtehude, que comenzó en 2005.
Como cantante de Lieder ha interpretado canciones de Claudio Monteverdi, Antonio Caldara, Wolfgang Amadeus Mozart y Franz Schubert entre otros. Ha actuado en los papeles protagonistas de oratorios románticos como Elijah y Paulus de Mendelssohn; así como en música del siglo XX Requiem de Paul Hindemith y Oedipus rex de Igor Stravinsky. En el repertorio clásico ha interpretado junto a directores como Herbert Blomstedt, Roger Norrington, Peter Schreier, Hans Vonk, Christian Zacharias, Edo de Waart y Iván Fischer; y con orquestas como Berlin Philharmonic, Royal Concertgebouw Orchestra, Rotterdams Philharmonisch Orkest, Leipzig Gewandhaus Orchestra, Dresdner Philharmonie, Tonhalle Orchester Zürich, Orquesta Sinfónica de San Luis y Orquesta Sinfónica de Chicago. 
La interpretación de Kindertotenlieder de Gustav Mahler con la Orquesta Sinfónica Metropolitana de Tokio bajo la batuta de Gary Bertini fue grabada en 2002. En 2005 cantó con la Berliner Philharmonie la Misa en fa menor de Anton Bruckner dirigida por Kent Nagano. Con el Thomanerchor apareció en el Oratorio de Navidad de Bach que interpretó esta misma agrupación en su primera interpretación en 1734. El Thomaskantor Georg Christoph Biller dirigió una grabación de la Misa en si menor de Bach en 2006. Asimismo colaboró con el Windsbacher Knabenchor y con el Dresdner Kreuzchor interpretando en Kreuzkirche así como en Frauenkirche. En 2009 cantó la parte para bajo en la Pasión según San Mateo en St. Martin, Idstein, junto con Ulrich Cordes como el Evangelista y Andreas Pruys. Interpretó la cantata Ich will den Kreuzstab gerne tragen, BWV 56 de Bach en Wiesbaden y en la Alte Oper Frankfurt (Ópera Antigua de Fráncfort), programada en contraste con la Sinfonía "Babij Jar" de Shostakovich, dirigida por Enoch zu Guttenberg. Encarnó la Vox Christi, las palabras de Jesús, así como las arias de bajo en la Pasión según San Juan  de Bach en un concierto que tuvo lugar el 27 de febrero de 2010 en Múnich junto a Mark Padmore (Evangelista y arias), Johannette Zomer, Andreas Scholl, Orquesta Sinfónica y Coro de la Radio de Baviera, con Ton Koopman dirigiendo. Asumió el papel de Valens en el oratorio Theodora de Handel en la Abadía Eberbach en 2010. Fue bajo solista en dos conciertos del Bachchor Maguncia que recuperaron las cantatas de iglesia de Wilhelm Friedemann Bach en junio de 2010, durante la celebración del aniversario del nacimiento del compositor en 1710.
Mertens ha participado con regularidad en festivales musicales internacionales como el Festival Primavera de Praga, Maggio Musicale Fiorentino, Festival de Aix-en-Provence y el Festival de Salzburgo. En 2006 cantó la parte de bajo en la Pasión según San Mateo de Bach, dirigida por Enoch zu Guttenberg en el Rheingau Musik Festival. Con la misma agrupación apareció en 2009 en el 12º Festival de Música de Beijing en grandes obras de Joseph Haydn como La creación, la Misa Nelson y Las estaciones.

## Discografía selecta
La discografía de Klaus Mertens reúne más de CD y DVD. Selección de grabaciones de repertorio inusual:
- 1993/2008 – Schoeck: Elegie op. 36. Mutare Ensemble, Gerhard Müller-Hornbach. (NCA).[17]
- 2000 – Reger: 24 Geistliche Lieder. (incluyendo 12 Spiritual Songs op. 137). Martin Haselböck. (NCA)
- 2002 – Graupner: 3 Bass-Kantaten. Accademia Daniel. (HR-musik)
- 2004 – Telemann: 47 Generalbass-Lieder. Ludger Rémy. (JPC)[18]
- 2005 – Schubert: Die Winterreise. Tini Mathot. (Antoine Marchand CC 72152)[19]
- 2006 – Mahler: Lieder Cycles arranged for Chamber Ensemble. Mutare Ensemble, Gerhard Müller-Hornbach. (NCA).[20]
- 2007 – Telemann: Cantatas For Bass Voice. Il Gardellino Ensemble. (Accent).[21]
- 2007 – Pachelbel: Arien & Concerti. Emma Kirkby, Kai Wessel, Jan Kobow, London Baroque. (Cavalli CCD 332).[22]